# Polygnot-Gruppe
Unter der Bezeichnung Polygnot-Gruppe werden eine Reihe von attischen Vasenmalern des rotfigurigen Stils aus dem dritten Viertel des fünften Jahrhunderts v. Chr. zusammengefasst, die sich durch große Ähnlichkeiten im Stil eng zusammenschließen.
Der Begriff wurde von John Beazley geprägt, der die Gruppe nach ihrem bedeutendsten Künstler, dem Vasenmaler Polygnot, benannte. Eine große Zahl der mehr als 675 bekannten Vasen dieser Gruppe kann keiner individuellen Hand zugewiesen werden, dennoch erscheinen sie stilistisch eng verwandt. Neben Polygnot gehören vor allem der Coghill-Maler und der Lykaon-Maler in der Frühzeit, danach der Peleus-Maler und der Hektor-Maler sowie in der Spätzeit der Christie-Maler und der Curti-Maler zu den Hauptvertretern dieser Gruppe.